# Doyal Township
Doyal Township est un ancien township, situé dans le comté de Saint Clair, dans le Missouri, aux États-Unis,.
Le township est fondé en 1872 et baptisé en référence à H. L. M. Doyal, un pionnier.

### Source de la traduction
- (en) Cet article est partiellement ou en totalité issu de l’article de Wikipédia en anglais intitulé « Doyal Township, St. Clair County, Missouri » (voir la liste des auteurs).